# Bob Babbitt
Pour les articles homonymes, voir Babbitt.
Bob Babbitt (né Robert Kreinar le 26 novembre 1937 à Pittsburgh et mort le 16 juillet 2012 à Nashville) était un bassiste américain.

## Biographie
De 1966 à 1972, Babbitt fut le bassiste des Funk Brothers, le groupe maison de chez Motown officiant derrière toutes les stars du label (Stevie Wonder, Temptations, Marvin Gaye, etc.). Il se partageait les séances avec l'autre bassiste Motown, James Jamerson.
Mais il joua également en dehors de la Motown, il participa notamment à des centaines de séances, débouchant parfois sur des tubes comme Little Town Flirt de Del Shannon, I Got a Name de Jim Croce, Midnight Train to Georgia de Gladys Knight & The Pips, Scorpio de Dennis Coffey & The Detroit Guitar Band, et (The) Rubberband Man des Spinners. C'est aussi lui qui joue sur Crash Landing, album posthume de Jimi Hendrix.
En 2010, Babbitt fut invité par Phil Collins à jouer sur son album en hommage à la soul de chez Motown des années 1960, Going Back.
Il est mort d'un cancer au cerveau à Nashville.